# ダショグズ
ダショグズ(ダシュオグズ)（Daşoguz)は、トルクメニスタン共和国の北部の都市。ダショグズ州の州都。人口は201,142人（2022年国勢調査）。市名はトルクメン語で「石の泉」の意味。かつてはタシャウズ(Tashauz,Ташау́з)と呼ばれた。
ウズベキスタンのヌクスから76.5km。
トルクメン人、ウズベク人、ロシア人のほか、カラカルパク人やタタール人、高麗人なども住んでいる。これらはサパルムラト・ニヤゾフ時代に強制的に移住させられた人たちであるが、現在は市の郊外に再び移住させられている。

## 歴史
ホラズム地方のオアシスで泉が湧いていたことから、シルクロードのキャラバンサライであった。これが市名の由来である。
19世紀初頭にロシアによって要塞が築かれ、ソ連式の町が作られていった。

## 産業
アムダリヤ川からの水を利用して綿花やジュートの栽培が盛んである。
世界遺産のクフナ・ウルゲンチの入り口でもある。